# مارکتینتسی
مارکتینتسی (به لاتین: Mraketintsi) یک منطقهٔ مسکونی در بلغارستان است که در Tran Municipality واقع شده‌است. مارکتینتسی ۱۵ نفر جمعیت دارد و ۸۰۵ متر بالاتر از سطح دریا واقع شده‌است.